# Макашенец, Вадим Петрович
Вадим Макашенец — российский поэт, журналист, создатель, руководитель и автор текстов группы «Тёплая Трасса» (Барнаул — Москва), редактор журнала «Периферийная нервная система II», автор статей.

## Биография
Вадим Макашенец родился в городе Барнауле 18 июля 1967 года.
Стихи начал писать в школе, тогда же серьёзно увлекся русским советским роком.
После прихода из армии в ноябре 1987 года, начал писать тексты песен. Занимался рок-журналистикой, был главным редактором и издателем журнала «Периферийная Нервная Система» (Барнаул, самиздат). В 1991 году собрал коллектив барнаульских рок-музыкантов. «Вадим Макашенец — основатель, вдохновителем и поэт известной во всём русскоговорящем мире панк-рок — группы „Теплая Трасса“.» В начале 2000-х годов вместе с группой переехал в Москву.
Вадим Макашенец после возвращения из армии находит близких по внутреннему настрою людей: Сергею Талонова, Леонида Веремьянина и Константина Кирьячкова. После исполнения группой «Опорный пункт», в которой принимали участие музыканты, двух его песен (в. ч. «Умирающий лебедь») Вадим определился с выбором состава, и таким образом образовывает группу «Тёплая Трасса».
Днём рождения группы считается 12 апреля 1991 г.
В скором времени репетиционная запись группы появляется в редакции известного рок-журнала «КонтрКультура», редактором которой был Сергей Гурьев вместе с А. Волковым, благодаря связям Вадима Макашенца, и о группе «Тёплая Трасса» и о Вадиме выходит небольшая заметка. В этом же номере есть несколько слов о его журнале «ПНС».
Группа в скором времени стала известной не только в Сибири, но и в Центральной части России.
С 2016 года произошла смена вокалиста, и на сегодняшний день вокалистом является Михаил Прошин, которого Вадим пригласил в качестве гитариста ориентировочно в 2014 году.
Вадим Макашенец присутствует на большинстве концертах группы в качестве духовного идеолога.
Вадим Макашенец является автором текстов 17 альбомов группы «Тёплая Трасса»
В 2007 году группа Вадима вошла в сборник Легенды русского рока (Moroz Records).
Вадим Макашенец — друг Александра Непомнящего, песни группы «Тёплая Трасса» по словам Александра оказали огромное духовное влияние на его жизнь и творчество. В поддержку заболевшему другу Вадим написал песня «Гитара».

Кроме того в своих воспоминаниях Вадим пишет о своих приятельских и тёплых отношениях с Вадимом Кузьминым, лидером группы «Лукич», Владимиром Мулловым, основателем группы «Территории 22».
В данный момент Вадим Макашенец пишет очередную книгу. Является консультантом самиздата «Сияние Здесь». Вместе с группой занимается новым альбомом.
Вадим Макашенец является верующим человеком.
Женат, воспитывает сына.

## Близкие по духу
- Александр Непомнящий.

"….между Макашенцем и Непомнящим сложились дружеские отношения. Когда Непомнящему стало в марте 2007-го совсем худо из-за рецидива глиобластомы, Макашенец попытался укрепить его стихами «Говори о грядущей Победе», которое прочел посетителям концерта Арт-избы. В 2016 году уже в виде песни «Гитара» эта вещь вошла в альбом «ТТ» «Азбука» (в создании которого как гитарист и композитор принимал, кстати, участие Михаил Прошин"
- Вадим Лукьянов

- Янка Дягилева

В 2004 году посвятил статью Янке Дягилевой «Дочь света в царстве тьмы».
- Александр Башлачёв

В 1990 г. стихотворение Вадима Макашенца «И будет ночь…», посвященное Александру Башлачёву, было опубликовано в газете «Молодёжь Алтая».

- Егор Летов Вадим Макашенец взял интервью у Егора Летова, и выложил его в своём журнале «ПНС II»[12]

- Вадим Петрович Кузьмин

- Владимир Васильевич Муллов

## Стихи и тексты
Вадим Макашенец является автором текстов 17 альбомов группы «Тёплая Трасса»
В 2007 году группа «Тёплая Трасса» вошла в сборник Легенды русского рока (Moroz Records).
«Главной особенностью группы стало духовное единство, сплоченность
вокруг личности Вадима Макашенца, что сделало „Теплую Трассу“
явлением выдающимся не только в рамках собственно рок-музыки...»
Тексты Вадима Макашенца имеют удивительную глубину и точность. Образы очень поняты простому человеку, что делает творчество Вадима Макашенца народным.
Джон Кудрявцев (группа «Отряд Джона в окружении») об Альбоме Восхождение: «Неизменно „продолжает удивлять“ основатель и идейный вдохновитель команды — Вадим Макашенец! И вот, „Восхождение“... заголосило! новым вокалом и авторским словом Вадима! Именно на его Трех стихотворных гармониях, как на Трех китах, держится Новый альбом, название которого утверждает продолжение творческих поисков Тепла... А вокруг разливаются великолепные песни, на тысячи километров, туда, где нет ещё Трасс!»
«Главными темами Макашенца по прежнему остаются: путь истерзанной души к Богу, вызов погрязшим в материальных ценностях обывателям, сокрушение о грехах, очистительные слезы покаяния.»
Деятельность группы «Гражданской обороны» повлияла на творчество Вадима Макашенца.
В 2021 году издал книгу своих стихов и текстов песен «Избранное».
«Представляемое издание открывает читателю Вадима Макашенца как творческую индивидуальность. Талантливый человек талантлив во всем. Быть может, кто-нибудь, не слышавший Тёплую Трассу, почитав песенные тексты, захочет ознакомиться и с самими песнями.»
«В издание включены 78 песенных текстов, написанных в период с 1990 по 2018 годы, которые автор посчитал лучшими: „Зачем Человеку Крылья“ и „Скрип“, „Не Успеть“ и „От Первого Крика“, „Коридор“ (памяти Янки) и „Трасса“ (памяти Егора Летова), „Свят, Господи“ и „Отче Наш“, „Воскресение“ и „Цепь от Велика“... И ещё много песен. Данный период отличается зрелостью и совершенством. Автор часто обращается к „чужому слову“, его тексты перенасыщены точными, приблизительными и видоизмененными цитатами, аллюзиями, реминисценциями и отсылками. Массив источников интертекстов впечатляет своей широтой.»

## Иная деятельность
12 октября 2022 г. состоялся творческий вечер Вадима Макашенца в Барнауле.

21 января 2023 г. был организатором фестиваля «Русская Лента».

## Самиздат «Периферийная Нервная система»
Самиздат «Периферийная Нервная Система» выходил в Барнауле с 1989 г по 1990 г. Первым редактором был Колбашев. Второй выпуск Вадим делал полностью сам: сам создавал макет, сам печатал и распространял.
В 2016 г. в виртальной "Выставке — Музей «Русское Подполье. Осколки» появился журнал ПНС II и тетрадь астрономии — рукописный журнал, в котором Макашенец излагал размышления богоискательско-философского характера, а также стихи, преимущественно писанные в 1980-е.
«Самые большие удачи номера — отчёт о фестивале Рок-Азия’90 и интервью самого Макашенца с Летовым, которое впоследствии было переведено на английский культовым американским панк-зином Maximum Rock’n’Roll специально под выпуск, посвящённый советскому панк-року тогда же в сокращённом виде было перепечатано московским Сдвигом, а позже вошло и в не менее культовую книгу о самом Летове — 'Я Не Верю В Анархию'.
Помимо прочего, именно о самиздате „ПНС II“ также имеется информация в журнале Maximumrocknroll.
Вот такие слова написаны о самиздате: „ПЕРИФЕРИЙНАЯ НЕРВНАЯ СИСТЕМА“ (Барнаул) — превосходно отредактированный, мудрый, интересный, сдержанный в оценках и обвинениях. Хороший уровень журналистики. Материал о сибирском роке и Алтайском регионе. Много фотографий. Слабая полиграфия, сделан вручную»
(MAXIMUM ROCKNROLL, США, май 1991 г.)
21.O2.2022 г по 23.O3.2O22 г. в «Галерее 30х7», на ул. Петровка 30, была открыта выставку «Вбрызг и вдрызг», посвящённая сибирскому року, на которой можно увидеть самиздат «ПНС II», полностью выполненный Вадимом Петровичем Макашенцем.

## Книги и заметки
- Манифест Солнца, 1996 г.[25]
- Грядущему, 1996 г.[25]
- Ловушка для бесов, 1998 г.[25]
- Альфа и Омега. Жизнь в Тёплой Трассе, 2000 г.[26]
- Стихи 1989—1993 г.[27]
- Стихи 1993 г.[28]
- Стихи[29]
- Рок-поэзия Александра Непомнящего. Исследования и материалы, 2009 г. (стр. 231)[30]
- Избранное. Стихи, песни, рисунки, интервью, 2021 год: ISBN 978-5-00-534897-5

## Интересные факты
В середине 1990-х в Заринске был создан панк-клуб имени В. П. Макашенца

## Интервью
1. Человек рождается для того, чтобы умереть правильно умереть,1999 г, АГУ»
2. ВАДИМ МАКАШЕНЕЦ: «МЕНЯ ВОСПИТАЛ ДУХ РУССКОГО РОКА»
3. С любовью от «Теплой Трассы», интервью с Вадимом Макашенцем, Субкультура, 2021 г.
4. Евгения Тарасюк. По «Теплой Трассе» — на Небо. Интервью с Вадимом Макашенцем.
5. ИНТЕРВЬЮ С ВАДИМОМ МАКАШЕНЦЕМ, СОЗДАТЕЛЕМ И РУКОВОДИТЕЛЕМ ГРУППЫ «ТЁПЛАЯ ТРАССА». РУССКИЙ РОК И СОБЫТИЯ НА ДОНБАССЕ, самиздат «Сияние Здесь», 2021
6. Интервью Олега Перфилова с Вадимом Макашенцем в книге: «Путь рок-звезды. Как по нему пройти», 2013 г.